# سرمشهد
سرمشهد، روستایی از توابع بخش جره و بالاده شهرستان کازرون در استان فارس ایران است.

## جمعیت
این روستا در دهستان دادین قرار دارد و بر اساس سرشماری مرکز آمار ایران در سال ۱۳۹۵، جمعیت آن ۲۸۱۸ نفر (۷۴۸ خانوار) بوده‌ است.
| جمعیت        | سرشماری ۸۵ | سرشماری ۹۰ | سرشماری ۹۵ |
| ------------ | ---------- | ---------- | ---------- |
| تعداد خانوار | ۶۸۴        | ۶۲۳        | ۷۴۸        |
| جمعیت        | ۲۸۷۸       | ۳۰۴۷       | ۲۸۱۸       |

## زبان
ساکنین این روستا از ایل قشقایی، طایفه فارسیمدان هستند و به زبان ترکی قشقایی سخن می‌گویند.
تیره‌های اولاد، قاسملو، عراقی، ظهرابلو، حیدرلو، سلطانلو، قلدر، آغاجری، کلبعلی و قزل بیگلو از جمله ساکنان این روستا می‌باشند. 

## فاصله روستای سرمشهد تا شهرهای اطراف
| نام شهر | فاصله (کیلومتر) |
| ------- | --------------- |
| بالاده  | ۳۰              |
| کازرون  | ۶۵              |
| تنگ ارم | ۶۰              |
| فراشبند | ۸۴              |
| شیراز   | ۱۶۹             |
| بیده    | ۲۸۵             |
| اصفهان  | ۵۴۰             |
| تهران   | ۹۷۰             |
| عسلویه  | ۳۴۷             |

## مردم
مردم سرمشهد در فصل تابستان به مناطق ییلاقی پادنا از توابع شهرستان سمیرم نقل مکان می کنند.
.

## دیدنی‌ها
- نقش بهرام دوم، آتشکده و کاروانسرای کوشک از مهم‌ترین جاذبه‌های گردشگری این روستا می‌باشد
- تل خندق دژی نظامی به جا مانده از دوره ساسانی
- تل سامان که از اسمش پیداست دو منطقه را از هم جدا می‌ کرده‌ است.
- تل نقاره که تپه ای نسبتاً بلند در دست سرمشهد است برای با خبر کردن اهالی به کار می‌رفته‌ است.
- قناتی که به جا مانده‌ است و هم‌اکنون آب منطقه را تأمین می‌کند در ان زمان نیز آب شهر را تأمین می‌کرده‌ است
- "گچ دروازه" ورودی به دشت سرمشهد است که به دلیل آهکی بودن کوه به گچ دروازه معروف است که گویی آن زمان ورودی شهر بوده‌ است که تل خندق در نزدیکی ان قرار دارد گویی به دلایل امنیتی در نزدیکی دروازه اصلی شهر این دژ نظامی قرار داشته‌ است که اطراف آن را آب فرا می‌گرفته‌ است